# RKB65周年記念連続ラジオドラマ 家族びより〜シアワセの高取家〜
『RKB65周年記念連続ラジオドラマ 家族びより〜シアワセの高取家〜』（アールケービーろくじゅうごしゅうねんきねんれんぞくラジオドラマ かぞくびより しあわせのたかとりけ）は2016年4月4日よりRKB毎日放送（RKBラジオ）で放送されるラジオドラマである。

## 番組概要
RKB毎日放送創立65周年に合わせて行われている「家族びよりキャンペーン」の一環として制作されたラジオドラマ。
福岡市早良区の西新商店街近くに位置する二世帯住宅を舞台に、そこに暮らす一家の幸せな日常を描く。

登場人物はすべてRKBアナウンサーが博多弁で演じている。
2017年10月8日より1週間分をまとめて放送する「今週のシアワセの高取家」が開始されたが、半年で終了した。
2020年4月1日より「心のいこい」の枠を引き継ぎ、平日5:20 - 5:25に再放送を開始したが、同年9月25日に終了した。

## 放送時間
時刻はいずれもJST。

### 本放送
- 月曜 - 金曜 10:30 - 10:36 （2022年12月5日 - ）

## 過去の放送時間

### 本放送（過去）
- 月曜 - 金曜 10:30 - 10:35 （2016年4月4日- 2021年9月24日、『開店! ウメ子食堂』のフロート番組扱い）
- 月曜 - 金曜 10:30 - 10:35 （2021年9月27日 - 2022年12月2日）

### 再放送（過去）
- 月曜 - 金曜 16:50 - 16:55 （2016年4月4日 - 2017年3月、『鬼スポ 花の応援団!』のフロート番組扱い。)
- 月曜 - 金曜 16:30 - 16:35 （2017年3月 - 2018年3月30日、『鬼スポ 花の応援団!』のフロート番組扱い。）
- 月曜 - 金曜 05:20 - 05:25 （2020年4月1日 - 2020年9月25日[3]）

## 今週のシアワセの高取家
月曜 - 金曜の1週間分をまとめて放送する総集編番組。

### 放送時間（まとめ）
- 日曜 17:40 - 17:55 （2017年10月8日 - 2018年4月1日）

## キャスト
- 高取仁美 - 武田早絵（初代） / 本田奈也花（2代目）
- 高取大輔 - 田畑竜介（初代） / 冨士原圭希（2代目）
- 高取まりん - 富永倫子
- 高取春太 - 池尻和佳子
- 高取哲三 - 服部義夫（初代） / 龍山康朗（2代目）
- 高取美智子 - 池尻和佳子

## スタッフ
- 監督 - 阿久根知昭[4]
- 編集・音楽 - 岡正剛
- 脚本 - 友見紗雪、小鳥遊まり、前原寿代、ケリソン圭子、重久直子、美和哲三、一晃平、江田かよ、中嶋さと、西尾美登里、もりたかし、今村映子、山下キスコ、みかんひろし、波流じゅん、仁科翔子、坂本紀男、長野理恵、児玉剛、夏野ラムネ、北村一樹、大仁田典子、不破一夜、山下晶、平野千佳子、大杉誠志郎、田坂哲郎、永益田和子、阿久根知昭
- 制作 - ライト・スタッフ・ギルド
- 監修 - 阿久根知昭

## スポンサー
- OZ工務店